# Cecilio González Blanco
Cecilio González Blanco, (Cienfuegos, Las Villas, Cuba, 1 de febrero de 1842 - Las Villas, Cuba, 27 de mayo de 1880), fue un militar cubano del siglo XIX, que combatió en la Guerra de los Diez Años (1868-1878) y la Guerra Chiquita (1879-1880), a finales de la cual murió asesinado.

## Biografía
González Blanco nació en la ciudad cubana de Cienfuegos el 1 de febrero de 1842. Es lo poco que se conoce de sus primeros años de vida.
El 10 de octubre de 1868 estalló en el Oriente de Cuba la Guerra de los Diez Años (1868-1878), la cual rápidamente se extendió a otros lugares del país. 
En febrero de 1869, ocurrió el Alzamiento de las Villas, región donde residía Gonzáles Blanco, el cual inmediatamente se incorporó a los sublevados. Para 1870, ya había sido ascendido a capitán del Ejército Libertador de Cuba. 
Entre 1872 y 1874, operó en el Camagüey, al mando de tropas villareñas. Participó, bajo las órdenes del Mayor general Máximo Gómez, en la Segunda invasión a Occidente, entre 1875 y 1876, a finales de la cual, tuvo que sustituir en el mando al Brigadier Henry Reeve, quien murió en la Batalla de Yaguaramas, el 4 de agosto de 1876. 
Al Brigadier González Blanco se le ordenó mantener una serie de operaciones militares con sus tropas en el suroeste de Las Villas a partir de entonces. Estableció su base de operaciones en la Ciénaga de Zapata. 
En estas labores se encontraba González Blanco cuando se firma el Pacto del Zanjón, el 10 de febrero de 1878, que puso fin a la guerra. El Brigadier Cecilio González Blanco capituló ante las fuerzas españolas en el poblado de Cruces, el 10 de mayo de 1878. 
Tras esto, se exilió en la República Dominicana, manteniendo siempre el contacto con las conspiraciones independentistas cubanas, que buscaban reiniciar la guerra. 
Al estallar la Guerra Chiquita (1879-1880), regresó para unirse de nuevo a los sublevados. Participó en varios combates, durante algunos meses, pero fue sorprendido por el enemigo en un lugar llamado Sao de San Vicente, y asesinado, el 27 de mayo de 1880.